# 來自未來的史密特
《來自未來的史密特》，別名與原劇名為《來自2045的史密特》，英文名Future Mr. Right，是2015/2016年兩岸合拍電視劇。由林佑威、李毓芬、鍾承翰、賴琳恩領銜主演。中視於2016年6月15日上檔、中天娛樂台於7月5日上檔。

## 劇情
2045年，软件设计师史密特（林佑威）卷入了一起震惊社会的凶杀案，他被指控杀害了一名少年。 为了洗清冤屈，他利用自制的怀表穿越到2015年， 在这里，他结识了自己年轻的父亲史东明，还有父亲的工作伙伴-娱乐记者米雪（李毓芬）。 在2015年，史密特发现了关于自己案件的线索，在寻找真相的过程中，史密特不仅重获了年轻父亲亲情、并建立友情，还与米雪产生了刻骨铭心的虐恋。 随着谜底一步步揭开，真相逐步浮出水面。 史密特和米雪的爱情也面临着巨大的考验，最终他们会何去何从。

## 播出時間

### 首播
| 頻道       | 所在地 | 播映日期                   | 播出時間                     |
| ---------- | ------ | -------------------------- | ---------------------------- |
| 乐视网     | 中国   | 2015年7月21日              | 每週一至週日 12:00 更新 1 集 |
| 中視數位台 | 臺灣   | 2016年6月15日              | 每週一至週五 22:00 - 23:00   |
| 中天娛樂台 | 臺灣   | 2016年7月5日 （至7月12日） | 每週一至週五 20:00 - 21:00   |
| 中天娛樂台 | 臺灣   | 2016年7月13日              | 每週一至週五 23:00 - 00:00   |

## 演員列表

### 主要演員
| 演員   | 角色           | 介紹 | 登場集數         | 登場集數           |
| 演員   | 角色           | 介紹 | 網路版           | 電視版             |
| 林佑威 | 史密特         | 外號：S（「史」的英文簡稱），從2045年穿越時空返回2015年的軟體工程師,因為一起在2014年12月25號發生的兇殺案,而被逮捕,為了找出真相,他決定穿越到2015,找尋幕後的真相。 | 全劇             | 全劇               |
| 李毓芬 | 米雪           | 26歲，狗仔記者，擅長利用偽裝取得頭條,是個脾氣來得快去得也快且個性大喇喇的美女。                                                                                  | 2-?              | 1-10               |
| 鍾承翰 | 廖宇軒（Will） | 鑫盛集團總裁（本尊網路版 第5集 / 電視版 第4集 就死了） / 之後都是史密特2號易容假扮， 來自平行時空的另外一個史密特 ，何芸芸的青梅竹馬                             | 3-?              | 2-10               |
| 賴琳恩 | 何芸芸         | 明星，本名何虹芸，史密特回到過去的年輕母親，廖宇軒的青梅竹馬,前男友是馮展。                                                                                      | 8-9,11-?         | 4-10               |
| 沈志明 | 史東明（青年） | 狗仔記者，綽號小明。米雪的跟班及米雪應付家人的假男友，史密特回到過去的年輕父親,喜歡何芸芸,之後與她交往並在2016年跟何虹芸結婚,抱得美人歸。                        | 2-?              | 1-10               |
| 莫允雯 | Flora          | 是名主編，米雪的主管，以為米雪想搶走廖宇軒,是位蛇蠍美人。 | 3-10,12,15-16,18 | 2-6,8-11, 17-18,20 |
| 張慶慶 | 盧川           | 一線三星員警，成天只能幹一些小案子,所以他想未來一定要幹個大案子,讓長官賞識他,就可以升官了。在2045年升官為警官                                                    | 1,3-6,9-11,17    | 1-3,5-6,9-10       |

### 其他演員
| 演員   | 角色         | 介紹 | 登場集數           | 登場集數           |
| 演員   | 角色         | 介紹 | 網路版             | 電視版             |
| 那維勳 | 何芸芸經紀人 | 何芸芸的經紀人,是個超娘的娘娘腔。 | 8-9,11-13,15-16,18 | 4-10               |
| 顏嘉樂 | 米雪母       | 米雪的媽媽,希望米雪可以嫁給富貴人家飛上枝頭當鳳凰。 | 3-4,27             | 2                  |
| 狄志杰 | 王宇直       | 明星,跟他老婆是螢幕上的夫妻,其實暗中是假面夫妻,疑似是男同志,領養女兒的事情被米雪發現了,搞得他的假老婆因為怕被養女知道她不是親生的而是領養的感到失落所以自殺結果沒成功,對米雪很不滿。 | 4,6-7              | 2-4                |
| 王思平 | 李天后       | 身價上億的亞洲天后,因為勾搭小鮮肉被星週刊知道,用了狸貓換太子之計騙米雪和史東明讓他們拍不到證據,結果計謀被史密特識破。                                                                | 2-3                | 1-2                |
| 葛蕾   | 米雪（老年） | 30年來一直都想著史密特 | 1-2,39             | 1                  |
| 王中皇 | 史東明       | 史密特的父親,何芸芸死後,委靡不振,因此跟史密特的關係很差。 | 1,10               | 1,5                |
| 劉爾金 | 警察         | 盧川的上司 | 11,17              | 6,9-10             |
| 張雁名 | 富二代       | 馮展的好朋友,成天在花天酒地。 | 13                 | 7                  |
| 陳天華 | 馮展         | 何芸芸的富二代男友，科技集團少東。被漁民發現他的屍體時,已在海中泡了好幾天。 | （只在回憶中出現） | （只在回憶中出現） |
| 晨洋   | 律師         | 何芸芸的律師 | 17                 | 9                  |

### 特別演出
| 演員   | 角色               | 介紹                               | 登場集數            | 登場集數             |
| 演員   | 角色               | 介紹                               | 網路版              | 電視版               |
| 尉庭愷 | 米雪弟             | 米雪的弟弟                         | 3-4,27,40           | 2                    |
| 陸碩彥 | 男模               | 李天后的緋聞男友                   | 3                   | 2                    |
| 謝佳瑜 | 假李天后           | 假扮李天后的替身                   | 3                   | 2                    |
| 劉道玄 | 大學生             | 史密特回到2015跨年時被打劫的大學生 | 2-3                 | 1-2                  |
| 方妍心 | 王宇直妻           | 王宇直的老婆，是公認的模範夫妻     | 4,6                 | 2-3                  |
| 博焱   | 王宇直男友         | 王宇直的男朋友,是GAY               | 4,6                 | 2-3                  |
| 沈庭亘 | 王宇直男友妻       | 王宇直男朋友的老婆                 | 6                   | 3                    |
| 林妤珊 | 護士               |                                    | 15                  | 8                    |
| 劉蓁   | 護士               |                                    |                     |                      |
| 悅     | Rita               | 雜誌社員工                         |                     |                      |
| 李京恬 | 米雪同事 A（甜甜） | 米雪在星週刊的同事                 | 4-5,7,9,12,15-16,18 | 2-4,6-9,11, 15-18,20 |
| 劉庭均 | 米雪同事 B（于于）     | 米雪在星週刊的同事                 | 4,6-7,9,12,15-16,18 | 2-4,6-9,11, 15-18,20 |
| 孟湘汶 | 米雪同事 C（妞妞） | 米雪在星週刊的同事                 | 4,6-7,9,12,15-16,18 | 2-4,6-9,11, 15-18,20 |
| 謝承穎 | 新聞主播           | 人稱爆料姐                         | 17-18               | 9                    |
| 譚以欣 | 新聞主播           |                                    |                     |                      |
| 吳珈瑋 | 新聞主播           |                                    |                     |                      |
| 張熙恩 | 女秘書             | 史密特的秘書                       | 1                   | 1                    |
| 程意涵 | 民宿老闆娘         |                                    | 11                  | 6                    |
| 鄭仲珉 | IT超人             |                                    |                     |                      |
| 張朝閔 | 阿原               | 警員，盧川的同事                   | 9-11                | 5-6                  |

## 電視劇歌曲
| 曲別   | 歌名                              | 演唱者       | 作詞           | 作曲           |
| 片頭曲 | 未來英雄 （原曲：是英雄的站出來） | 陳傑瑞       | 陳傑瑞         | 陳傑瑞         |
| 片尾曲 | 怎麼了                            | 蕭閎仁       | 萧闳仁、陈俊辰 | 萧闳仁、周菲比 |
| 插曲   | 無誤                              | 解偉苓       | 陳建寧         | 陳建寧         |
| 插曲   | 掩飾                              | 解偉苓       | 陳建寧         | 陳建寧         |
| 插曲   | Flow                              | 賴雅妍       | 賴雅妍         | 賴雅妍         |
| 插曲   | 愛上遊樂                          | 紀言愷、阿喜 | 劉麗萍         | 郭偉聰         |

## 拍攝場景
- 瑞芳區黃金神社
- 三重區忠孝碼頭

## 製作團隊
- 導演：吳蒙恩
- 編劇：胡婷、胡娜
- 製作人：陳燕萍
- 總製片人：何鳳云
- 製作公司：鑫海電視節目製作公司
- 協助拍攝單位：綠島影像協助拍攝公司
- CTV 中視數位台 冠名贊助：舒跑 Super Supau（第12-20集）

## 外部連結
- 官方网站－中視
- 官方网站－中天[永久]
- 來自未來的史密特的Facebook專頁
- 來自未來的史密特的新浪微博
- 來自未來的史密特 樂視網頁面

## 作品的變遷
| 臺灣 中視數位台 每週一至週五 22:00 - 23:00                                      | 臺灣 中視數位台 每週一至週五 22:00 - 23:00        | 臺灣 中視數位台 每週一至週五 22:00 - 23:00 |
| ------------------------------------------------------------------------------- | ------------------------------------------------- | ------------------------------------------ |
|                                                                                 | 來自未來的史密特 （2016年6月15日－2016年7月12日） |                                            |
| 武媚娘傳奇（重播） （22:00 - 24:00） 綜藝玩很大精選版（週五） （22:00 - 24:00） | 皇恩浩蕩 （2016年7月13日－2016年8月9日）          |                                            |

| 臺灣 中天娛樂台 每週一至週五 20:00 - 21:00 | 臺灣 中天娛樂台 每週一至週五 20:00 - 21:00       | 臺灣 中天娛樂台 每週一至週五 20:00 - 21:00 |
| ------------------------------------------ | ------------------------------------------------ | ------------------------------------------ |
|                                            | 來自未來的史密特 （2016年7月5日－2016年7月12日） |                                            |
| 酷爸俏媽 （2016年5月10日－2016年7月4日）   | 美好年代（重播）                                 |                                            |